# كريستيان ستروديك
كريستيان ستروديك (بالألمانية: Christian Strohdiek)‏ (22 يناير 1988 ببادربورن في ألمانيا - ) هو لاعب كرة قدم ألماني في مركز الدفاع. لعب مع بادربورن 07 وفورتونا دوسلدورف.

## روابط خارجية
- كريستيان ستروديك على موقع قاعدة بيانات كرة القدم.إي يو (الإنجليزية)
- كريستيان ستروديك على موقع بيانات كرة القدم. دي إي (الألمانية)
- كريستيان ستروديك على موقع Soccerway.com (الإنجليزية)
- كريستيان ستروديك على موقع عالم كرة القدم.نت (الإنجليزية)
- كريستيان ستروديك على موقع AS.com (الإسبانية)